# 河辺町 (青梅市)
河辺町（かべまち）とは東京都青梅市の地名である。現行行政地名は河辺町一丁目から河辺町十丁目。郵便番号は198-0036。

## 概要
青梅市南東部に位置する。東側は羽村市に接している。かつては農地が大半であったが、区画整理により、河辺駅を中心に商業地と住宅地で形成されている。

## 地理
立川崖線に位置し、多摩川の河原付近は河辺下と呼ばれている。河辺町中心部との高低差は約10mである。この地形は東青梅でも見られ、青梅市立総合病院の下、青梅市役所の下がそうである。

### 地価
住宅地の地価は、2017年（平成29年）の公示地価によれば、河辺町6丁目27番41の地点で17万2000円/m2となっている。

## 歴史
「調布村の歴史」も参照。
- 1889年（明治22年）4月1日 - 町村制施行により、下長淵村、上長淵村、駒木野村、友田村、千ヶ瀬村、河辺村が合併し神奈川県西多摩郡調布村が成立する。河辺村は大字河辺となる。
- 1893年（明治26年）4月1日 - 西多摩郡が南多摩郡、北多摩郡とともに東京府へ編入する。
- 1927年（昭和2年）2月20日：青梅鉄道（後の青梅電気鉄道、JR青梅線）河辺駅開業。
- 1943年（昭和18年）7月1日 - 東京都制施行。
- 1951年（昭和26年）4月1日 - 青梅町、霞村との合併により青梅市が発足。調布村は消滅。大字河辺は調布地区（後に河辺地区）に属する。
- 1972年（昭和47年）6月 - 「青梅東部霞台土地区画整理事業」に伴い、師岡・野上・河辺・大門・新町の一部を整理し、河辺町七丁目・八丁目・九丁目・十丁目として編成[6]。
- 1973年（昭和48年）5月 - 「青梅東部河辺土地区画整理事業」に伴い、大字河辺を整理し、河辺町1丁目～6丁目として編成[7]。
- 1998年（平成10年）1月 - 「青梅東部新町土地区画整理事業」完成により、河辺町八丁目の区域拡張（わかぐさ公園を含む）[8][9]。
- 2007年（平成19年）4月20日 - 河辺駅北口に河辺タウンビルオープン、駅前デッキ完成。A棟に商業施設、B棟に中央図書館などが入居。

## 世帯数と人口
2018年（平成30年）1月1日現在の世帯数と人口は以下の通りである。
| 丁目         | 世帯数    | 人口     |
| ------------ | --------- | -------- |
| 河辺町一丁目 | 798世帯   | 1,731人  |
| 河辺町二丁目 | 299世帯   | 701人    |
| 河辺町三丁目 | 235世帯   | 527人    |
| 河辺町四丁目 | 765世帯   | 1,464人  |
| 河辺町五丁目 | 738世帯   | 1,471人  |
| 河辺町六丁目 | 1,234世帯 | 2,616人  |
| 河辺町七丁目 | 1,097世帯 | 2,164人  |
| 河辺町八丁目 | 790世帯   | 1,596人  |
| 河辺町九丁目 | 938世帯   | 1,789人  |
| 河辺町十丁目 | 884世帯   | 1,515人  |
| 計           | 7,778世帯 | 15,574人 |

## 小・中学校の学区
市立小・中学校に通う場合、学区は以下の通りとなる。
| 丁目         | 番地 | 小学校             | 中学校             |
| ------------ | ---- | ------------------ | ------------------ |
| 河辺町一丁目 | 全域 | 青梅市立河辺小学校 | 青梅市立霞台中学校 |
| 河辺町二丁目 | 全域 | 青梅市立河辺小学校 | 青梅市立霞台中学校 |
| 河辺町三丁目 | 全域 | 青梅市立河辺小学校 | 青梅市立霞台中学校 |
| 河辺町四丁目 | 全域 | 青梅市立河辺小学校 | 青梅市立霞台中学校 |
| 河辺町五丁目 | 全域 | 青梅市立河辺小学校 | 青梅市立霞台中学校 |
| 河辺町六丁目 | 全域 | 青梅市立河辺小学校 | 青梅市立霞台中学校 |
| 河辺町七丁目 | 全域 | 青梅市立若草小学校 | 青梅市立泉中学校   |
| 河辺町八丁目 | 全域 | 青梅市立若草小学校 | 青梅市立泉中学校   |
| 河辺町九丁目 | 全域 | 青梅市立若草小学校 | 青梅市立霞台中学校 |
| 河辺町十丁目 | 全域 | 青梅市立若草小学校 | 青梅市立霞台中学校 |

## 市・都の施設

### 青梅市
- 青梅警察署河辺駅前交番、河辺駐在所
- 青梅市消防団分団[11]
  - 第二分団 - 長淵・河辺地区
- 青梅河辺郵便局
- 青梅若草郵便局
- わかぐさ公園
- 下久保公園
- 速川公園
- 梨の木公園
- 白はけ公園、白はけ緑地
- 南白はけ公園
- 中先戸公園
- 河辺市民センター

### 東京都
- 東京都青梅合同庁舎

## 経済

### 金融機関（預貯金取扱金融機関）
- 青梅信用金庫河辺支店
- 西武信用金庫河辺支店
- 東京厚生信用組合青梅支店
- りそな銀行河辺支店

### 商業施設

#### 量販店

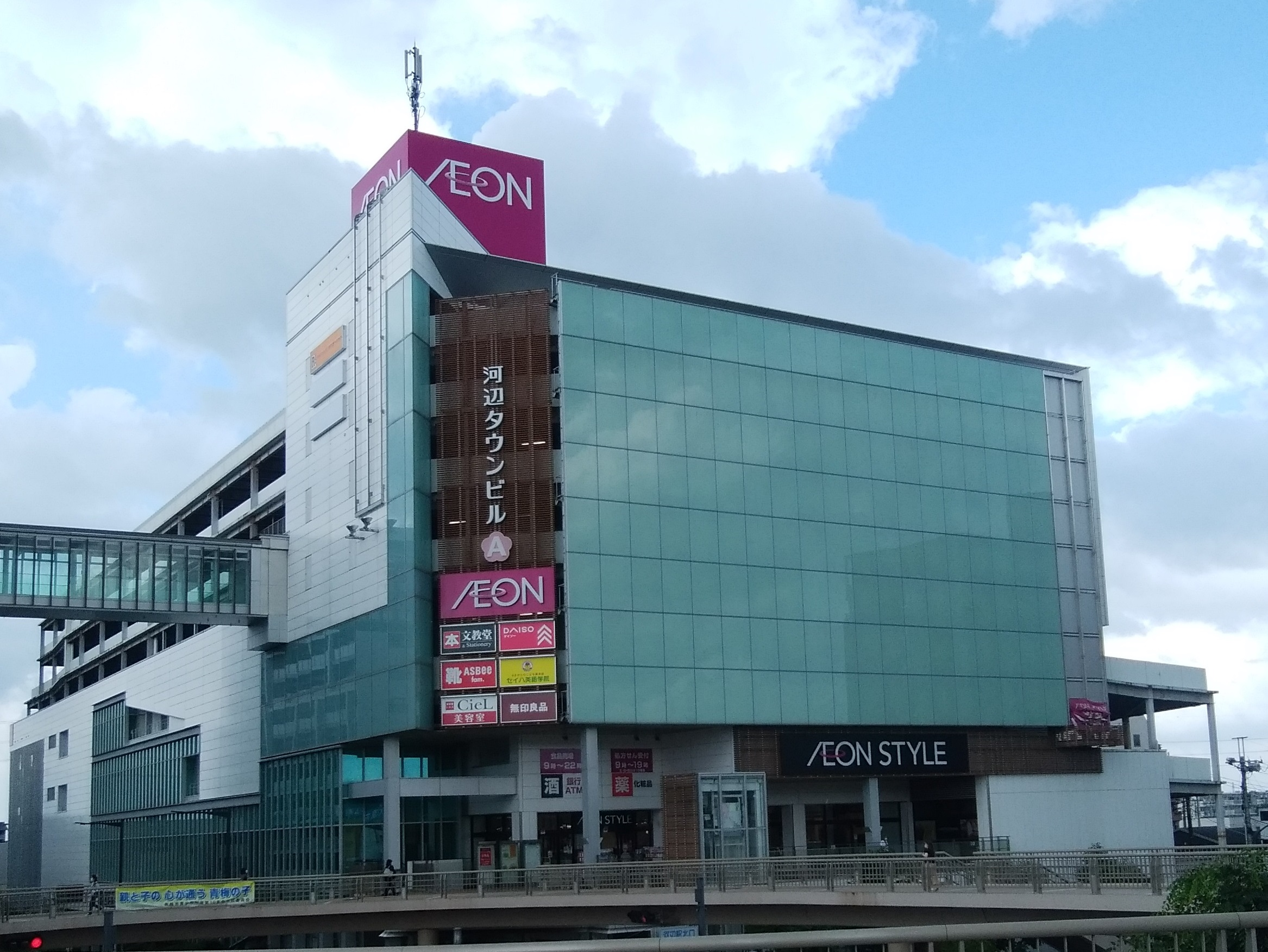
河辺タウンビルA（イオンスタイル河辺営業中の画像）

- 河辺タウンビル A棟・B棟

A棟には河辺とうきゅうが出店していたが2019年4月30日に閉店、同年8月9日にイオンスタイル河辺が出店した。
- 西友河辺店
- エムアイプラザ河辺店 - 2021年2月28日閉店。
- オザム河辺店
- ビッグ・エー青梅河辺町店
- ヤサカ河辺店 - 2018年6月17日閉店。
- セイムス
  - 青梅河辺店
  - 青梅河辺6丁目店
- イエローハット河辺店

#### 飲食業
- バーミヤン青梅河辺店
- ガスト青梅河辺店
- すき家青梅河辺店
- 松屋青梅河辺店
- ほっともっと青梅河辺店
- モスバーガー青梅河辺店
- とんから亭青梅河辺店

#### その他
- 河辺温泉 梅の湯

## 学校教育

### 幼稚園
- 青梅幼稚園

### 保育園
- 青梅梨の木保育園
- 河辺保育園
- 新町西保育園

### 小学校
- 青梅市立河辺小学校

## 社会教育

### 図書館
- 青梅中央図書館
- 河辺図書館

### 運動施設
- 青梅市総合体育館（住友金属鉱山アリーナ青梅）
- 河辺下グラウンド、青梅市民球技場

## 交通

### 鉄道
- JR東日本青梅線 河辺駅

### バス
- 東京都交通局
- 西武バス
- 西東京バス
- 空港リムジンバス（羽田空港行き）

### 道路
- 東京都道29号立川青梅線（奥多摩街道）
- 東京都道194号成木河辺線
- 河辺北大通り

## 社寺

### 神社
- 稲荷神社
- 八雲神社

### 寺院
- 東円寺
- 林川寺